# Parasemia flava
Parasemia flava är en fjärilsart som beskrevs av George Francis Hampson 1901?. Parasemia flava ingår i släktet Parasemia och familjen björnspinnare. Inga underarter finns listade i Catalogue of Life.